# Ват Симыанг
Ват Симыанг (лаос. ວັດສີີເມືອງ) — буддийский храм в городе Вьентьян, Лаос. Расположен в восточной части города при въезде в центр на главной дороге Setthathirath идущей от моста тайско-лаосской дружбы из Таиланда. Возможно, один из самых посещаемых храмов Вьентьяна.

## История
Храм был основан в 1563 году во времена правления короля Сеттатирата. Небольшой храмовый комплекс был построен на остатках руин кхмерской ступы, которые можно наблюдать позади основного здания монастыря. Ступа была построена из латеритных кирпичей и является единственным сооружением из латерита во Вьентьяне.
В XVIII веке храм был частично разрушен войсками Сиама, но впоследствии восстановлен.

## Описание
Главное здание разделено на две части. В первой части проводятся различные буддийские ритуалы и дается благословения. Во второй части находится основной алтарь с главной реликвией монастыря, позолоченным бывшим городским столбом, который уходит далеко под алтарь. Также в этом помещении находится множество изображений Будды. Внутри и снаружи здание украшено картинами по мотивам жизнеописание Будды.
В храме проводится первый день празднования главного буддийского фестиваля Лаоса Пха Тхатлуанга.
Перед одним из входов в храм стоит статую короля Сисаванг Вонга.

## Легенда
Считается, что во время закладки городского столба в него упала или спрыгнув принесла себя в жертву беременная женщина по имени Си. Позже на месте этой трагедии был построен буддийский храм. Местные жители зовут эту девушку «Леди Си Мыанг», и посещая храм обязательно отдают ей дань уважения.
Также местные жители посещают этот храм в поисках удачи. Считается, что если её попросить искренне, то удача в этой жизни обеспечена. Поэтому в храме можно увидеть много людей совершающие подношения Будде в виде цветов, бананов и кокосов.

## Галерея

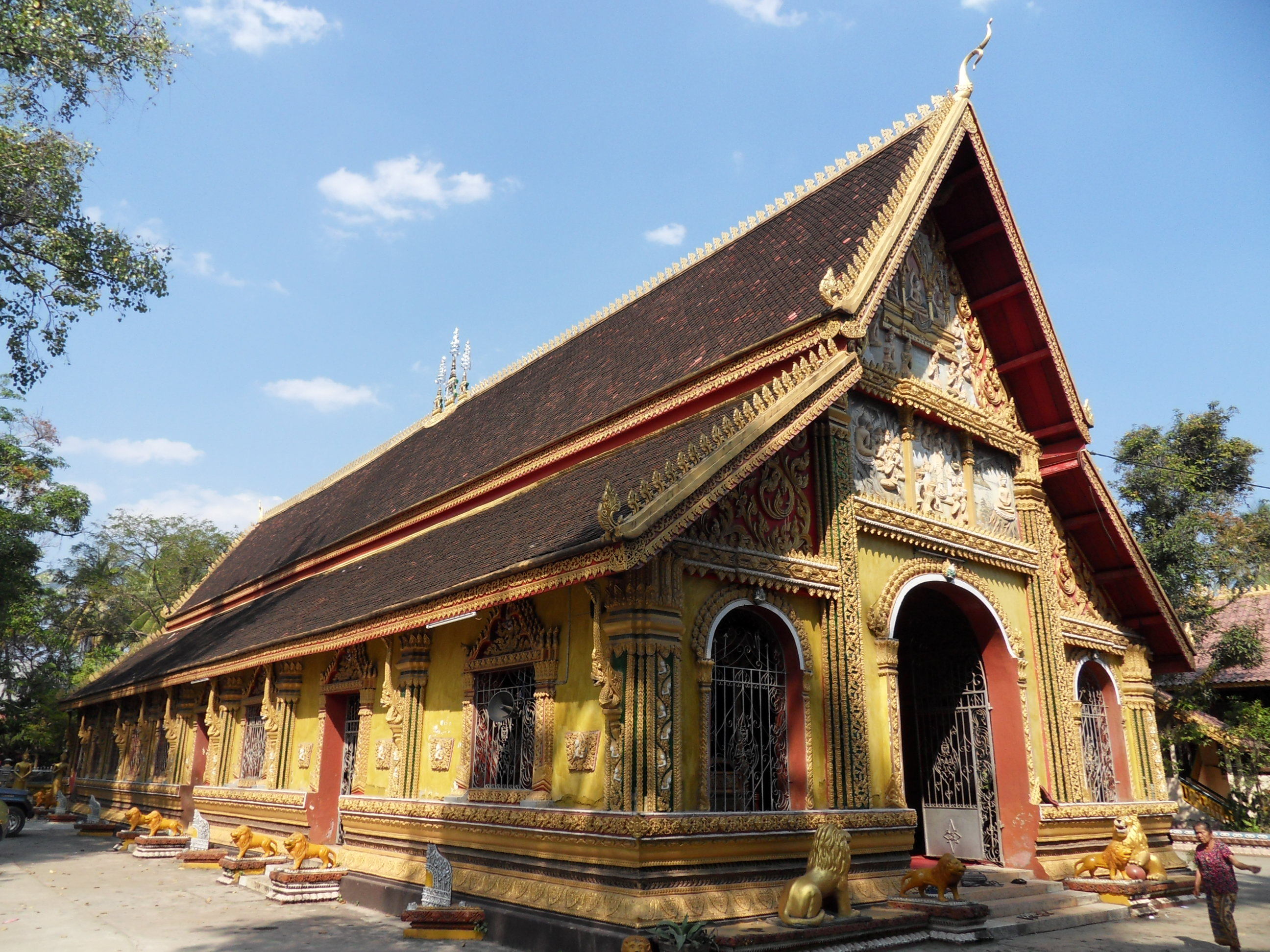
Основное здание
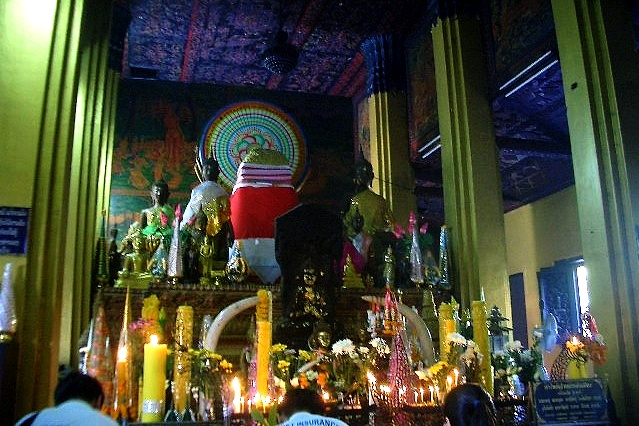
Основной алтарь
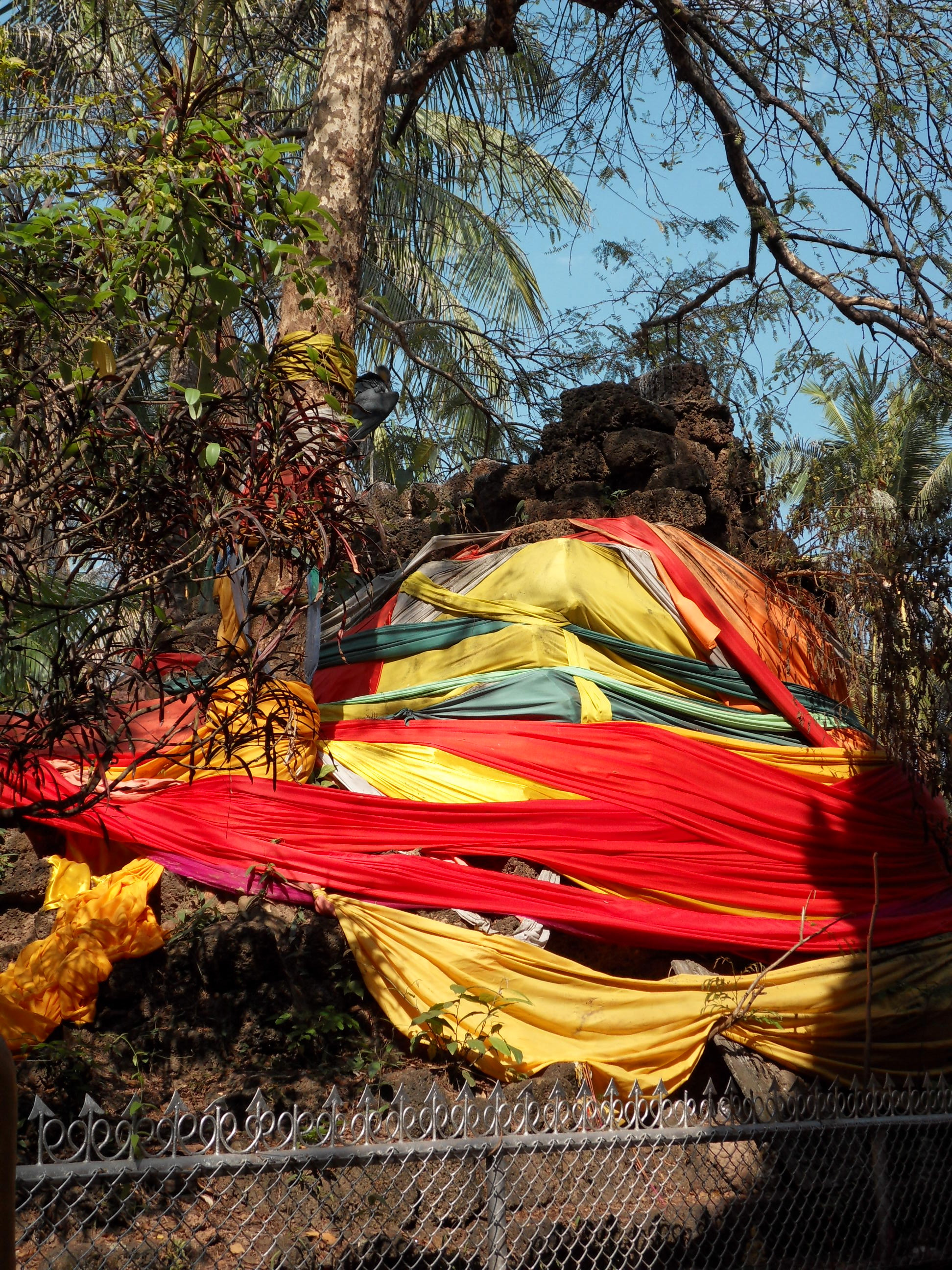
Руины кхмерской ступы
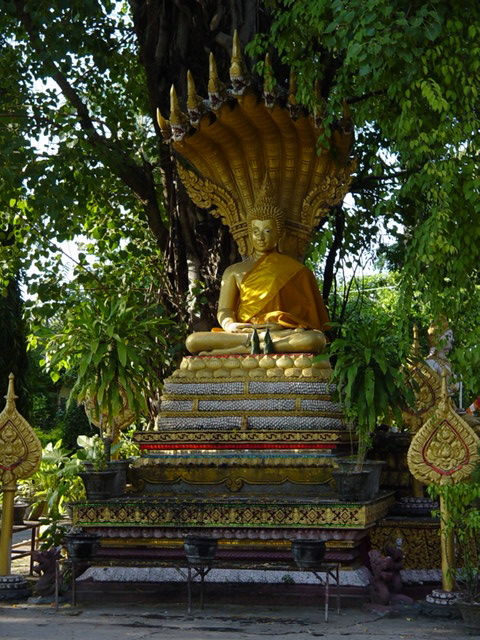
Изображение Будды под священным деревом
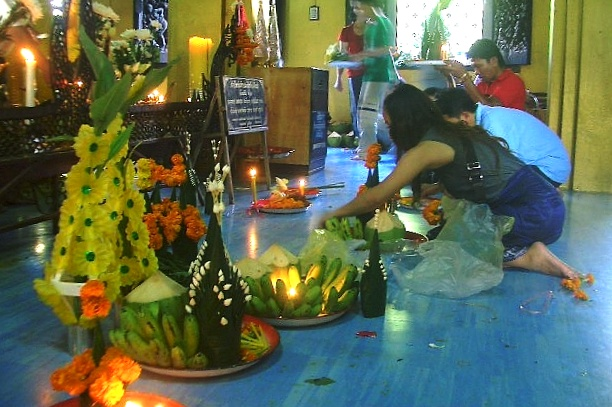
Подношения в виде фруктов и цветов
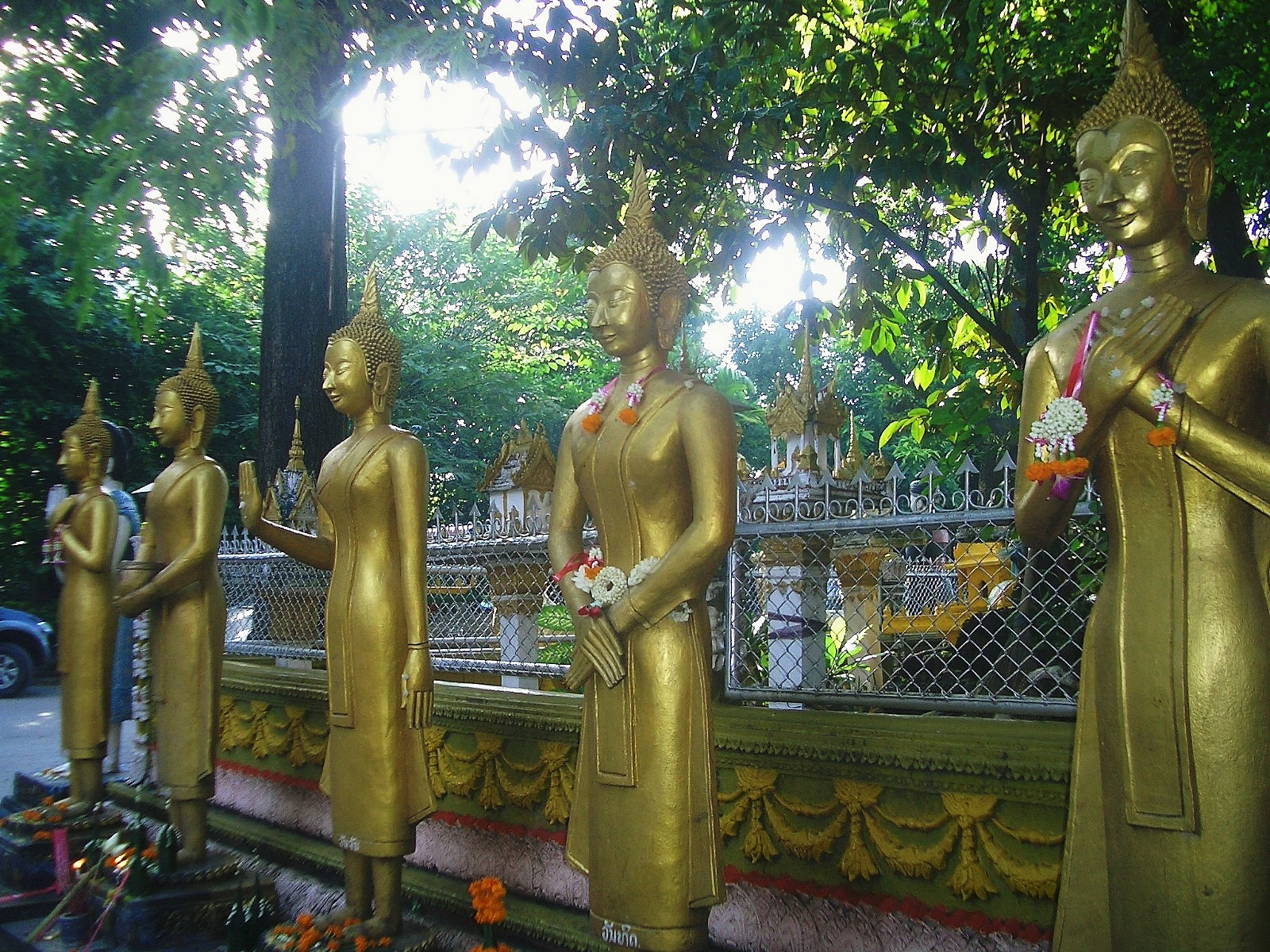
Статуи будд
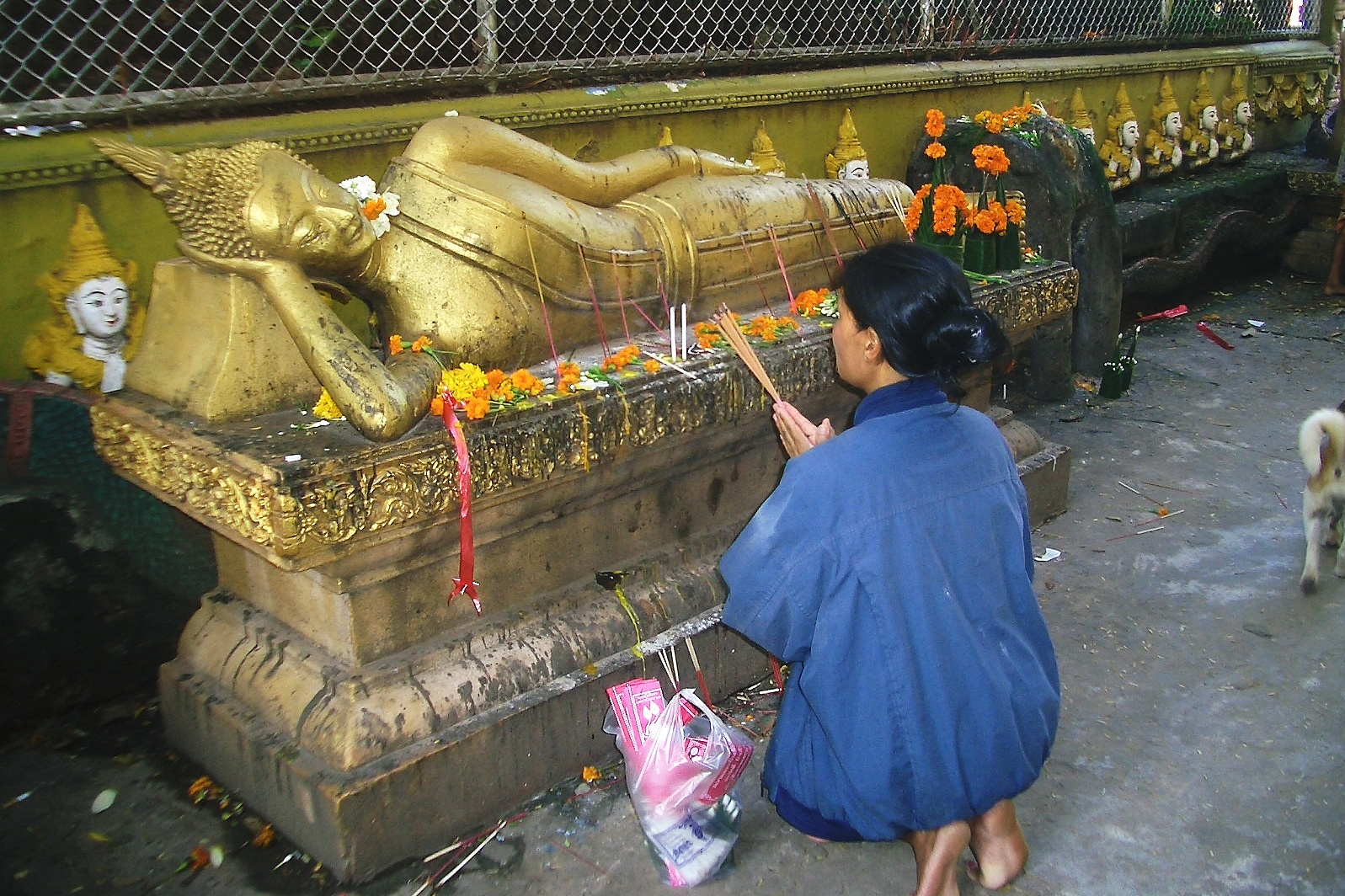